# Redectis plumbea
Redectis plumbea là một loài bướm đêm trong họ Noctuidae.